# Eudiocrinus loveni
Eudiocrinus loveni is een haarster uit de familie Eudiocrinidae.
De wetenschappelijke naam van de soort werd in 1922 gepubliceerd door Torsten Gislén.